# Čulo ukusa
Čulo ukusa, gustatorna percepcija, ili gustacija je jedno od pet tradicionalnih čula koje je deo gustatornog sistema.
Ukus je senzacija koja nastaje kad supstanca u ustima hemijski reaguje sa ćelijama receptora ukusa lociranim na papilama ukusa u usnoj duplji, uglavnom na jeziku. Čulo ukusa, zajedno sa mirisom (olfakcija) i stimulacijom trogranog nerva (registrovanje teksture, bola, i temperature), određuje ukuse hrane i/ili drugih supstanci. Ljudi imaju receptore ukusa na papilama ukusa i drugim površinama uključujući gornju površinu jezika i epiglotis. Gustatorni korteks je odgovoran za percepciju ukusa.
Jezik je pokriven hiljadama malih kvržica koje se nazivaju papile, i koje se mogu videti i golim okom. Unutar svake papile su smeštene stotine receptora ukusa. Izuzetak je filiform papillae koji ne sadrži receptore ukusa. Postoji između 2000 i 5000 papila ukusa na gornjem i frontalnom delu jezika. Druge su locirane gornjoj, bočnoj i stražnjoj strani usnog otvora, i u grlu. Svaka testna papila sadrži 50 do 100 ćelija receptora ukusa.

## Glavni receptori
Na ljudskom jeziku postoje četiri vrste papila ukusa: nitaste (papillae filiformes), gljivaste (papilae fungiformes) opšančene ili okružene (papilae vallatae) i listaste (papilae foliatae). Za ukus su najbitnije opšančene papile kojih najčešće ima, po oko osam sa obe strane srednje jezične linije (sulcus medianus linguae). Suprotno ranijem uverenju, nema određenih područja jezika osetljivih za određene ukuse, nego je cela površina jezika pokrivena bradavicama ukusa koje su osetljive za svih pet osnovnih ukusa.
Na površini jezika, posebno pri njegovom korenu, nalaze se brojne čulne bradavice ili kvržice, unutar kojih se nalaze čulni pupoljci, koji mogu biti podraženi materijama rastvornim u pljuvački. Osećaj ukusa nastaje kada neka materija u ustima hemijski reaguje sa adekvatnim receptorskim ćelijama koje se nalaze na jeziku. Ukus, zajedno sa osećanjem mirisa stimuliše nerv trigeminus (trograni moždani), za registraciju teksture, bola i temperature, određivanje ukusa hrane ili drugih supstanci. Ljudi imaju i receptore ukusa na nepcu (calyculi) i drugim područjima, uključujući gornju površinu jezika i grla. Jezik je prekriven hiljadama malih neravnina pod nazivom papile, koje su vidljive i golim okom. Unutar svake papile su stotine receptora. Izuzetak su filiformne papile koje ih ne sadrže. Na prednjoj i zadnjoj strani jezika ima između 2.000. i 5.000. Druge su na nepcu, sa strane i straga usne duplje i u grlu. Svaki ukusni pupoljak sadrži 50 do 100 receptorskih ćelija. Osećaj ukusa može se svrstati u pet osnovnih ukusa: slatkost, kiselost, slanost, gorčina i umami (ukus mesa). Nepce su u stanju da razlikuju ukuse, otkrivanjem interakcija s različitim molekulima ili jonima. Slatko, umami i gorak ukus su izazvani vezivanjem molekula na G proteinskih spregnutih receptora na ćelične membrane čula ukusa. Slanost i kiselosti se doživljavaju kada alkalni metali ili vodonikovi joni dođu na čulni pupoljak.
Osnovni ukusi doprinose samo delimično ukupnom osećaju ukusa hrane u ustima - uključeni su i drugi faktori, kao što su miris (putem mirisnog epitela nosa), teksture,‍:p. 36 osećaji raznih mehanoreceptora, mišića, nerava. Temperatura se otkriva termoreceptorima, a hladnoća (kao što je mentol) i ljutina (pikantnost), putem hemesteze. Kako čulo ukusa registruje i štetne i korisne materije, svi osnovni ukusi su klasifikovani kao: averzivni ili aperitivni, u zavisnosti od efekta koji senzacije imaju na naš organizam. Slatkost pomaže da se prepoznaju energetski bogate namirnice, a gorčina služi kao znak upozorenja na otrove.
Među ljudima, percepcija ukusa počinje da se gubi oko pedesete godine života usled gubitka jezičkih papila i sveukupnog smanjenja produkcije pljuvačke. Ljudi isto tako mogu da imaju distozije ukusa putem disgeuzije. Svi sisari nemaju jednako čulo ukusa: pojedini glodari imaju ukus za skrob (koji ljudi nemaju), mačke nemaju ukus za slatkoću, a nekoliko drugih mesojeda uključujući hijene, delfine, i morske lavove, izgubili su sposobnost osećaja nekoliko ukusa od pet ukusa koje su imali njihovi preci.

## Zaštita čula ukusa
Čulo ukusa, slično čulu mirisa, potrebno je štititi i negovati. Nepotrebno izlaganje vrelim jelima i pićima, žestokim začinima, raznim hemikalijama, alkoholu, duvanskom dimu, drogama i sl. dovodi do smanjivanja osetljivosti ili čak do potpune neosetljivosti ovog čula. Neke od pomenutih i drugih materija mogu trajno da oštete čulo ukusa.
Na kraju, potrebno je znati da čulo ukusa i mirisa nisu samo ispitivači postavljeni na ulazu u telo, već stvaraju osećaj prijatnog i neprijatnog te tako utiču na opšte raspoloženje i emotivno stanje čoveka.

## Literatura
- Andrew J. Rosenthal (1999). Food texture: measurement and perception. Springer.
- Schacter, Daniel (2009). Psychology Second Edition. United States of America: Worth Publishers. стр. 169. ISBN 978-1-4292-3719-2.
- The Science of taste[мртва веза] at Kitchen Geekery. An informative article about the science behind taste. Written from a culinary science perspective.
- Bartoshuk, Linda M. (jun 1978), „The Psychophysics of Taste” (PDF), American Journal of Clinical Nutrition, 31 (6): 1068—1077, PMID 352127, doi:10.1093/ajcn/31.6.1068, Приступљено 12. 9. 2010
- Chandrashekar, Jayaram; Hoon, Mark A.; Ryba, Nicholas J. P.; Zuker, Charles S. (16. 11. 2006), „The receptors and cells for mammalian taste” (PDF), Nature, 444 (7117): 288—294, Bibcode:2006Natur.444288C Проверите вредност параметра |bibcode= length (помоћ), PMID 17108952, doi:10.1038/nature05401, Архивирано из оригинала (PDF) 22. 7. 2011. г., Приступљено 13. 9. 2010 Непознати параметар |name-list-style= игнорисан (помоћ)
- Chaudhari, Nirupa; Roper, Stephen D. (2010), „The cell biology of taste” (PDF), Journal of Cell Biology, 190 (3): 285—296, PMC 2922655 , PMID 20696704, doi:10.1083/jcb.201003144, Приступљено 13. 9. 2010 Непознати параметар |name-list-style= игнорисан (помоћ)
- Danker, W.H (1968). Basic Principles of Sensory Evaluation. Philadelphia: American Society for Testing and Materials. ISBN 978-0-8031-4572-6. Приступљено 13. 9. 2010.
- Dulac, Catherine (17. 3. 2000), „The Physiology of Taste, Vintage 2000” (PDF), Cell, 100 (6): 607—610, PMID 10761926, doi:10.1016/S0092-8674(00)80697-2, Архивирано из оригинала (PDF) 18. 7. 2010. г., Приступљено 13. 9. 2010
- Finger, Thomas E., ур. (2009). International Symposium on Olfaction and Taste. Boston: Blackwell, for the New York Academy of Sciences. ISBN 978-1-57331-738-2. Приступљено 12. 9. 2010.
- Hui, Y.H, ур. (2010). Handbook of Fruit and Vegetable Flavors. Hoboken, New Jersey: John Wiley & Sons. ISBN 978-0-470-22721-3. Приступљено 13. 9. 2010See especially comments and key references in regards taste
- Hummel, Thomas; Antje Welge-Lüssen, ур. (2006). Taste and Smell: An Update. Advances in Oto-Rhino-Laryngolog. Vol.63. Basel, Switzerland: Karger. ISBN 978-3-8055-8123-3. Приступљено 12. 9. 2010.
- Lawless, Harry T.; Heymann, Hildegarde (1998). Sensory Evaluation of Food: Principles and Practices. New York: Kluwer Academic/Plenum Publishers. ISBN 978-0-8342-1752-2. Приступљено 13. 9. 2010.
- Macbeth, Helen, ур. (2006). Food Preferences and Taste: Continuity and Change. The Anthropology of Food and Nutrition. Vol.2. Providence, Rhode Island: Berghahn Books. ISBN 978-1-57181-958-1. Приступљено 12. 9. 2010.
- Patton, HD (1950). „Physiology of smell and taste”. Annual Review of Physiology. 12 (1): 469—84. PMID 15411178. doi:10.1146/annurev.ph.12.030150.002345.
- Reed, Danielle R.; Tanaka, Toshiko; McDaniel, Amanda H. (30. 6. 2006), „Diverse tastes: Genetics of sweet and bitter perception”, Physiology & Behavior, 88 (3): 215—226, PMC 1698869 , PMID 16782140, doi:10.1016/j.physbeh.2006.05.033 Непознати параметар |name-list-style= игнорисан (помоћ)
- Reineccius, Gary, ур. (1999). Source Book of Flavours (2nd изд.). Gaithersburg, Maryland: Aspen. ISBN 978-0-8342-1307-4. Приступљено 12. 9. 2010.
- Schiffman, SS (maj 1983). „Taste and smell in disease (first of two parts)”. The New England Journal of Medicine. 308 (21): 1275—9. PMID 6341841. doi:10.1056/NEJM198305263082107.
- Schiffman, SS (jun 1983). „Taste and smell in disease (second of two parts)”. The New England Journal of Medicine. 308 (22): 1337—43. PMID 6341845. doi:10.1056/NEJM198306023082207.
- Schiffman SS, Graham BG (jun 2000). „Taste and smell perception affect appetite and immunity in the elderly”. European Journal of Clinical Nutrition. 54 Suppl 3: S54—63. PMID 11041076. doi:10.1038/sj.ejcn.1601026.
- Seiden, Allen M., ур. (1997). Taste and Smell Disorders. Rhinology and Sinusology. New York: Thieme. ISBN 978-0-86577-533-6. Приступљено 12. 9. 2010.
- Shallenberger, R.S (1993). Taste Chemistry. London & New York: Blackie Academic & Professional (imprint of Chapman & Hall). ISBN 978-0-7514-0150-9. Приступљено 12. 9. 2010.
- Svrivastava, R.C.; Rastogi, R.P (2003). „Relative taste indices of some substances”. Transport Mediated by Electrical Interfaces. Studies in interface science. 18. Amsterdam, Netherlands: Elsevier Science. ISBN 978-0-444-51453-0. Приступљено 12. 9. 2010Taste indices of table 9, pp. 274 are select sample taken from table in Guyton's Textbook of Medical Physiology (present in all editions) Непознати параметар |name-list-style= игнорисан (помоћ)
- Li X, Staszewski L, Xu H, Durick K, Zoller M, Adler E (април 2002). „Human receptors for sweet and umami taste”. Proceedings of the National Academy of Sciences of the United States of America. 99 (7): 4692—6. Bibcode:2002PNAS...99.4692L. PMC 123709 . PMID 11917125. doi:10.1073/pnas.072090199 .